# ポール・ホール
ポール・ホール（Paul Anthony Hall、1972年2月3日 - ）は、ジャマイカの元サッカー選手。元ジャマイカ代表。ポジションはフォワード。

## 来歴
1997年にジャマイカ代表デビュー。1998 FIFAワールドカップではグループステージ全3試合に出場した。また、CONCACAFゴールドカップにも2回出場した。2003年までに47試合に出場、14得点をあげた。

## 代表歴

### 出場大会
- ジャマイカ代表
  - 1998 FIFAワールドカップ

### 試合数
- 国際Aマッチ 47試合 14得点（1997年-2003年）[1]

| ジャマイカ代表 | 国際Aマッチ | 国際Aマッチ |
| 年             | 出場        | 得点        |
| -------------- | ----------- | ----------- |
| 1997           | 13          | 7           |
| 1998           | 16          | 3           |
| 1999           | 8           | 0           |
| 2000           | 2           | 0           |
| 2001           | 3           | 0           |
| 2002           | 4           | 4           |
| 2003           | 1           | 0           |
| 通算           | 47          | 14          |